# Magyarszerdahely, Zala
Magyarszerdahely  este un sat în districtul Nagykanizsa, județul Zala, Ungaria, având o populație de 543 de locuitori (2011). 

## Demografie
Componența etnică a satului Magyarszerdahely
     Maghiari (97,45%)
     Romi (2,55%)
Componența confesională a satului Magyarszerdahely
     Fără religie (6,63%)
     Reformați (2,58%)
     Necunoscută (90,24%)
     Luterani (0,55%)
Conform recensământului din 2011, satul Magyarszerdahely avea 543 de locuitori. Din punct de vedere etnic, majoritatea locuitorilor (97,45%) erau maghiari, cu o minoritate de romi (2,55%). Nu există o religie majoritară, locuitorii fiind persoane fără religie (6,63%) și reformați (2,58%). Pentru 90,24% din locuitori nu este cunoscută apartenența confesională.